# NGC 1689
NGC 1689 je galaksija u zviježđu Eridanu.

## Vanjske poveznice
- SEDS: NGC 1689